# Antonio Tortone
Antonio Tortone (Carmagnola, ... – ...; fl. 1862 -1884) è stato uno scultore italiano.

## Biografia
Studiò all'Accademia Albertina e fu allievo di Vincenzo Vela. Esibì spesso le sue opere alla promotrice di Torino: nel 1862, primo anno in cui fu incluso dell'album della promotrice, espose una statua di stucco raffigurante Camillo Benso, e nel 1867 esibì un marmo intitolato La Giovinezza.
Nel 1880 esibì uno stucco rappresentante La giovinezza di Napoleone I. L'anno successivo esibì alla mostra nazionale di Milano un busto di Umberto I, e nel 1884 a Torino un busto di Vittorio Emanuele II e una statua intitolata Aquila. Realizzò moti ritratti scultorei di persone illustri, tra cui un busto in stucco rappresentante il senatore Ercole Ricotti, che esibì a Torino.
La città di Aosta commissionò a Tortona il progetto di un Monumento a Vittorio Emanuele II, che era solito cacciare nel vicino parco nazionale del Gran Paradiso (il re era anche noto con l'appellativo di “re-cacciatore). La scultura raffigura uno stambecco morto ricoperto di folta vegetazione, trofeo di caccia del re. La Galleria Giannoni di Novara conserva un piccolo modello in bronzo del monumento.